# Štítina
Štítina (niem. Stettin, śl. Ščičina) – wieś (gmina) w Czechach, w kraju morawsko-śląskim, w okresie Opawa. Według danych z dnia 1 stycznia 2012 liczyła 1216 mieszkańców.

## Galeria

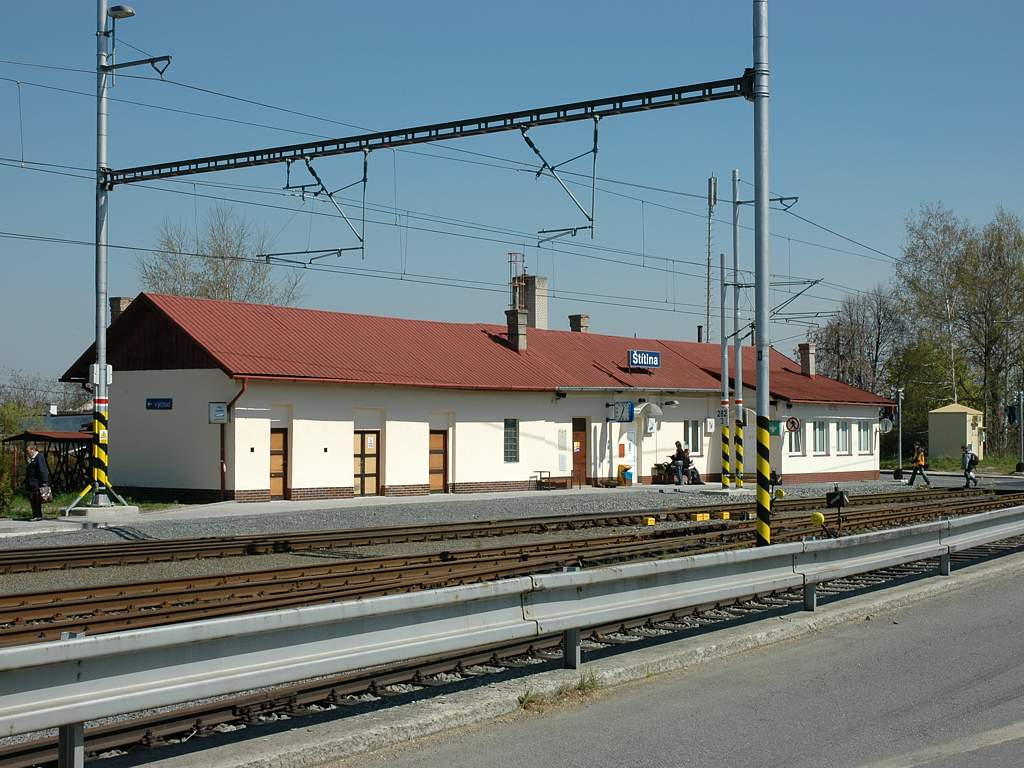
Stacja kolejowa
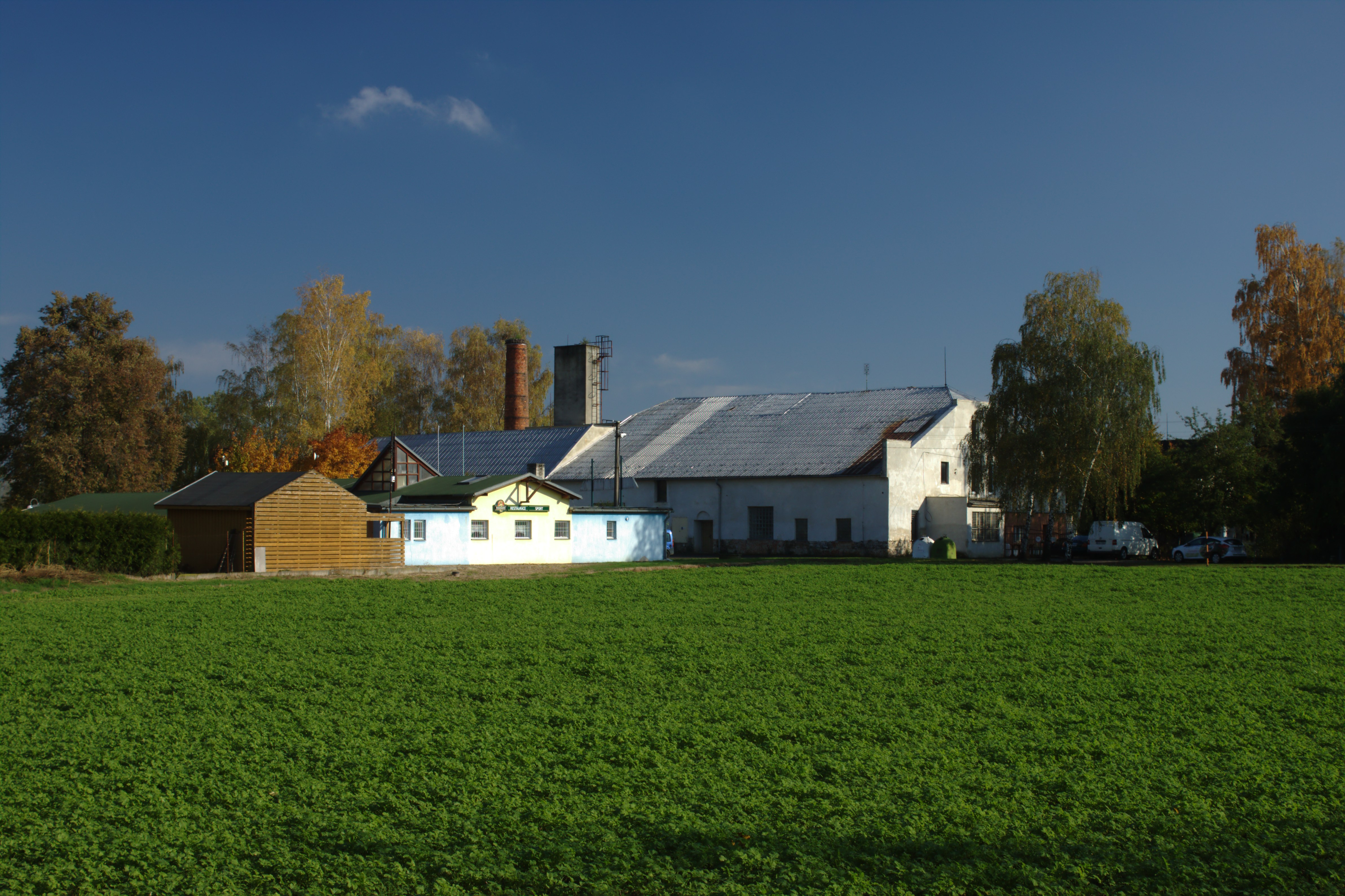
Gospodarstwo rolne
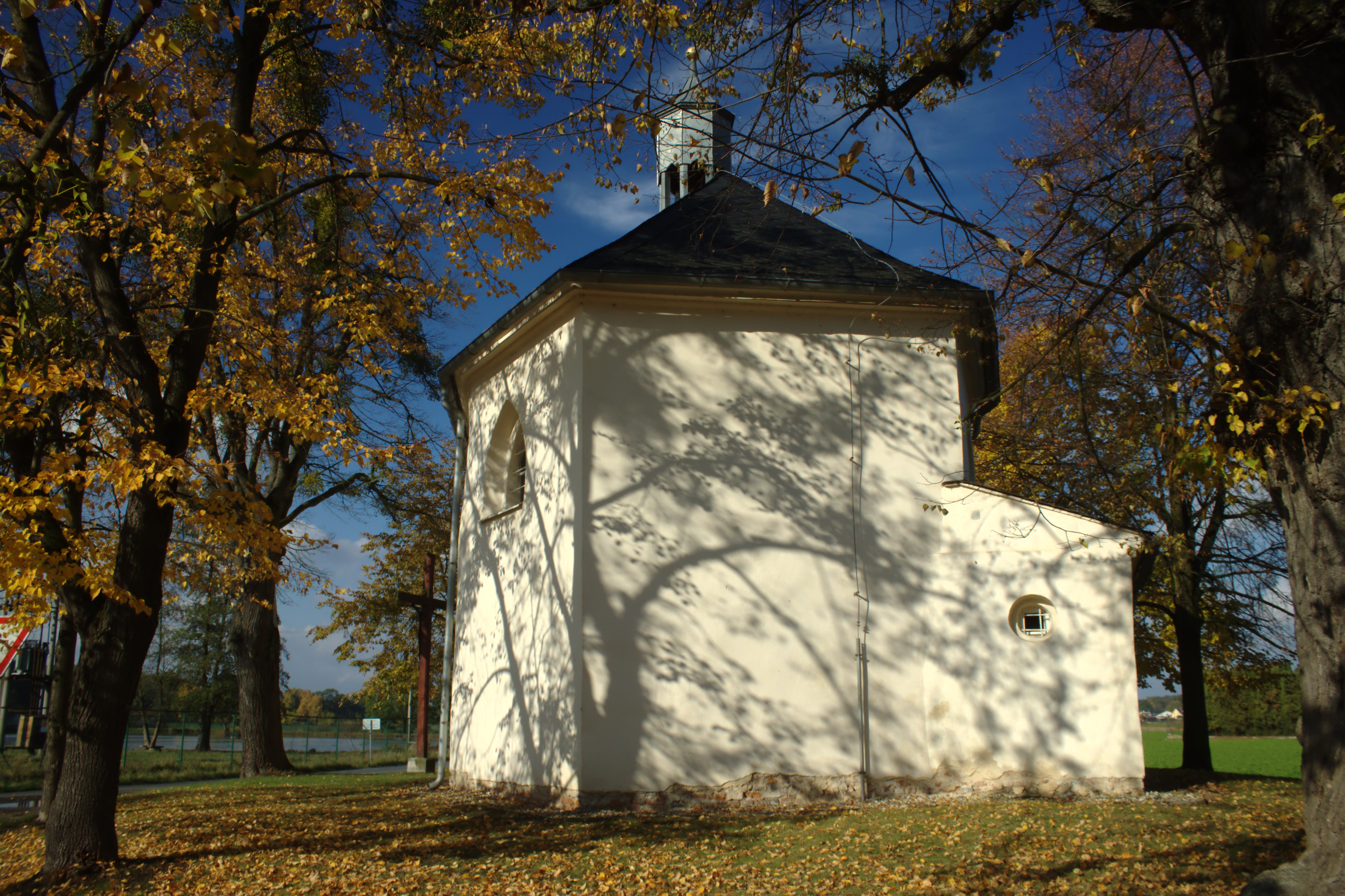
Kaplica